# Шурбек, Драгутин
Драгутин Шурбек (хорв. Dragutin Šurbek; 8 августа 1946, Загреб — 15 июля 2018) — югославский и хорватский игрок в настольный теннис, выступал за сборные Югославии и Хорватии в середине 1960-х — начале 1990-х годов. Участник летних Олимпийских игр в Барселоне, двукратный чемпион мира, пятикратный чемпион Европы, победитель многих турниров национального и международного значения. Один из ярчайщих теннисистов Хорватии, пять раз признавался лучшим спортсменом года страны. Также известен как тренер по настольному теннису.

## Биография
Драгутин Шурбек родился 8 августа 1946 года в Загребе, Социалистическая Федеративная Республика Югославия (ныне Хорватия).
Первого серьёзного успеха на взрослом международном уровне добился в 1964 году, когда попал в основной состав югославской национальной сборной и побывал на чемпионате Европы в шведском Мальмё, откуда привёз награду серебряного достоинства, выигранную в командном разряде. Четыре года спустя на европейском первенстве во французском Лионе одержал победу в одиночном разряде. Благодаря череде удачных выступлений удостоился права защищать честь страны на чемпионате мира 1969 года в Мюнхене, где впоследствии стал бронзовым призёром командной дисциплины.
В 1970 году на чемпионате Европы в Москве вместе со своим бессменным партнёром Антуном Стипанчичем Шурбек выиграл золотую медаль в парном разряде и серебряную в командном. В следующем сезоне добавил в послужной список две бронзовые награды, полученные на чемпионате мира в японской Нагое, добытые в личном зачёте и среди команд. В 1972 году на европейском первенстве в Роттердаме взял серебро командного первенства, затем на домашнем мировом первенстве в Сараево получил бронзу в одиночках и двойках. Был третьим в одиночном и парном разрядах чемпионата Европы 1974 года в Нови-Саде, вторым в парном и командном разрядах на чемпионате мира 1975 года в Калькутте.
На европейском первенстве 1976 года в Праге Шурбек взял бронзу среди пар и золото среди команд. Через год в парном разряде удостоился бронзовой награды на мировом первенстве в английском Бирмингеме. В следующем сезоне занял третье место в парах на чемпионате Европы в немецком Дуйсбурге, позже в той же дисциплине одержал верх над всеми соперниками на чемпионате мира в корейском Пхеньяне, став таким образом чемпионом мира по настольному теннису. В 1980 году на первенстве континента в швейцарском Берне выиграл в паре с Зораном Калиничем серебряную медаль. Год спустя на домашнем чемпионате мира в Нови-Саде трижды поднимался на пьедестал почёта, во всех трёх дисциплинах получил бронзовые награды.
В 1982 году на европейском первенстве в Будапеште Шурбек одержал победу в парном разряде и взял серебро в миксте. На первенстве мира следующего сезона в Токио во второй раз завоевал чемпионское звание, вновь в мужской парной дисциплине. На чемпионате Европы 1984 года был бронзовым призёром в одиночном зачёте и в миксте, тогда как в парах был лучшим, став пятикратным чемпионом Европы по настольному теннису. Последний раз показал сколько-нибудь значимый результат на международной арене в сезоне 1986 года, когда на европейском первенстве в Праге выиграл бронзовые медали в парном разряде и миксте.
После отделения Хорватии от Югославии в 1992 году Драгутин Шурбек вернулся в большой спорт для участия в летних Олимпийских играх в Барселоне (на тот момент ему было уже 45 лет, он являлся самым возрастным участником олимпийского турнира по настольному теннису). Выступал в паре с новым партнёром Зораном Приморацом (который был моложе на 23 года), но попасть в число призёров хорваты не смогли — в своей группе они заняли лишь второе место, уступив паре из Китая, которая в итоге и выиграла Олимпиаду. Вскоре по окончании этих соревнований Шурбек принял решение завершить карьеру профессионального спортсмена.
Проживал в Загребе, работал тренером по настольному теннису.
Скончался 15 июля 2018 года.